# Gmina Fratar
Gmina Fratar (alb. Komuna Fratar) – gmina położona w środkowo-zachodniej części Albanii. Administracyjnie należy do okręgu Mallakastra w obwodzie Fier. W 2011 roku populacja gminy wynosiła 3221 osób w tym 1534 kobiety oraz 1687 mężczyzn, z czego Albańczycy stanowili 93,95% mieszkańców. 
W skład gminy wchodzą trzy miejscowości: Bejar, Damës, Gadurovë.